# Núria Fernández Estopà
Núria Fernández Estopà (Flix, 1956) és una artista i escultora catalana.
Estudia a l'Escola d'Art i Disseny de la Diputació a Reus, on es va graduar en l'especialitat d'Escultura.
L'any 2002 va obtenir el premi del certamen Premi Telax, convocat per la Galeria Antoni Pinyol de Reus, amb l'obra Dels cabells a l'Univers. L'any 2013 obté el primer premi de la I Biennal d'Art Contemporani ExPortArtImPortArt, de Tarragona, amb l'obra titulada Sobreviure a Fukushims. Aquest mateix any es presenta la seva mostra “Triologia de Gaia” a la galeria The Grey Square de Tarragona. La mostra estava integrada per tres peces i un text que les acompanya. Un altre guardó destacat que ha obtingut fou l'accèssit en el 37è premi Julio Antonio d'escultura, de la Biennal d'Art 2014, de la Diputació de Tarragona, per l'obra Animals en perill d'extinció. Cal ressaltar també el pes que té la poesia visual en la seva producció.
Referent a la seva obra, és una creadora multidisciplinària, amb interessos diversos: escultura, instal·lacions, poesia visual, performances. Va iniciar el seu treball escultòric fent servir els xiclets per fer uns petits caps d'animals. Era una forma de cridar l'atenció sobre el mal costum de llançar els xiclets a terra.